# سان إيستيبان ساسروفايرس
بلدية سانت إيستيبي سيسروبيريس (بالكاتالانية: Sant Esteve Sesrovires) هي إحدى بلديات مقاطعة برشلونة، والتي تقع في منطقة كاتالونيا، شرق إسبانيا.
يبلغ عدد سكانها 6.704 نسمة وفقاً لإحصائية سنة (2007).